# Сіетл (вождь)

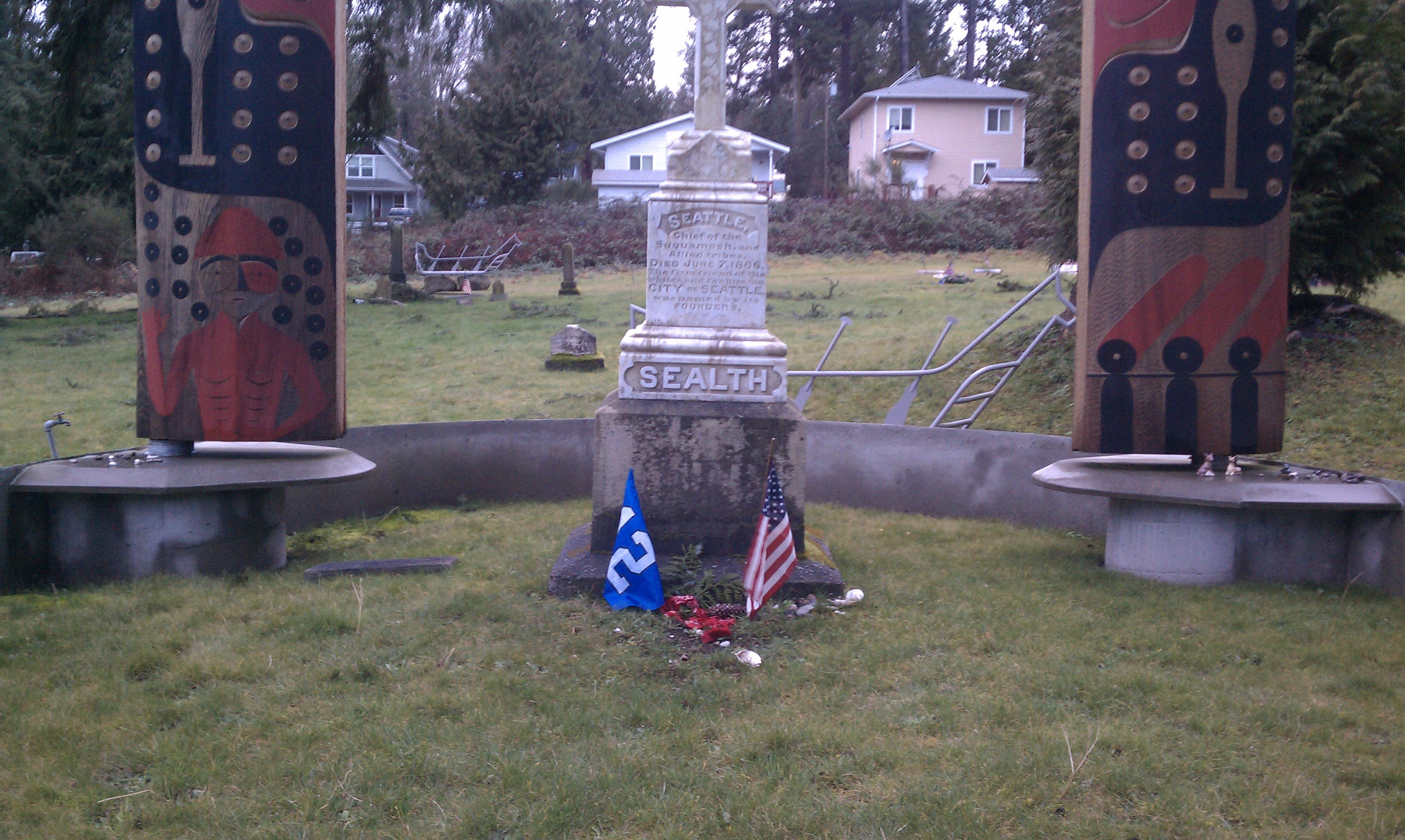
Могила вождя Сіетла

Сіетл (1786–1866) — індіанський вождь, лідер племен сукваміш і дуваміш. Дотримувався політики мирного співіснування з білими поселенцями, Завдяки дружбі з лідером поселенців Девідом Мейнардом. На його честь було названо місто Сіетл в штаті Вашингтон. Йому приписували широко розрекламовану промову на користь екологічної відповідальності та поваги прав корінних американців на землю; однак те, що він насправді сказав, було втрачено через переклад та переписування.

## Біографія

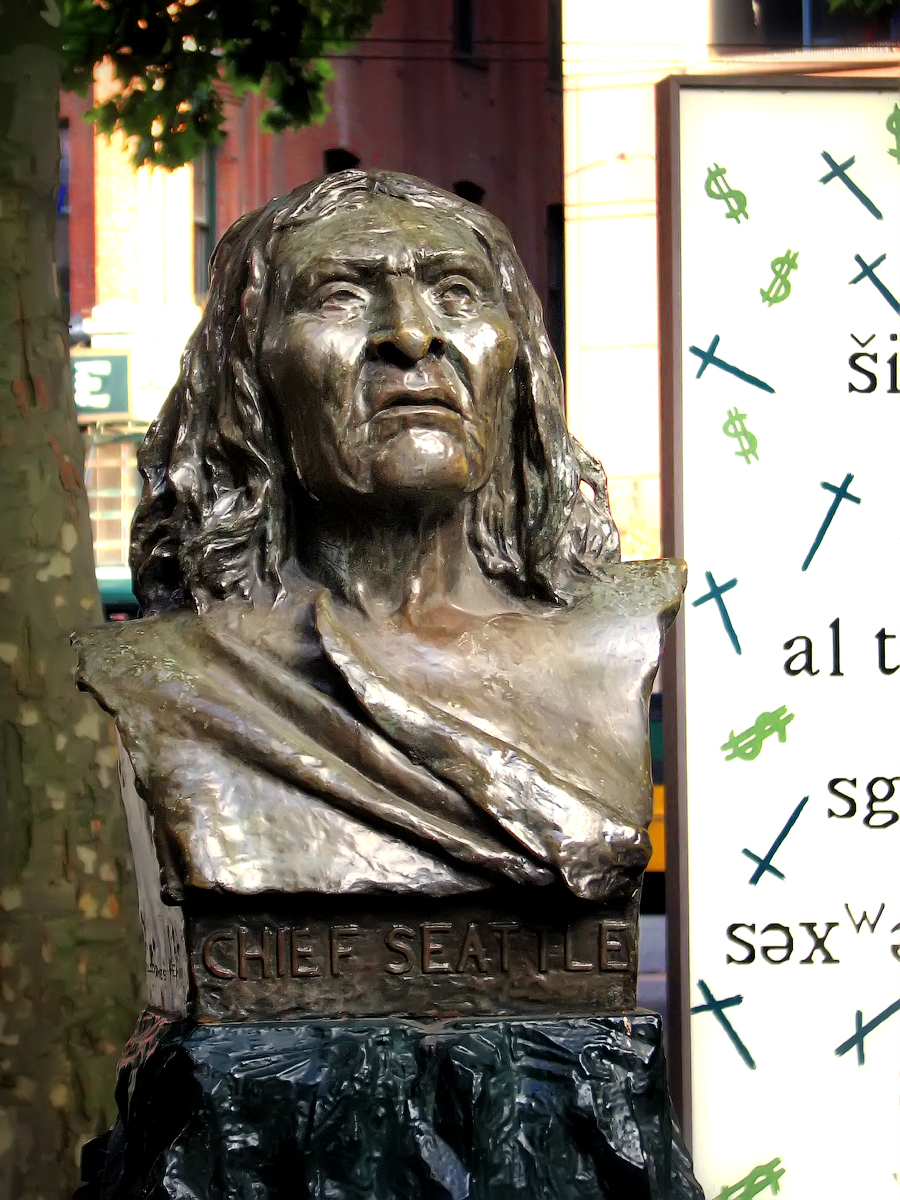
Бюст шефа Сіетла в місті Сіетл

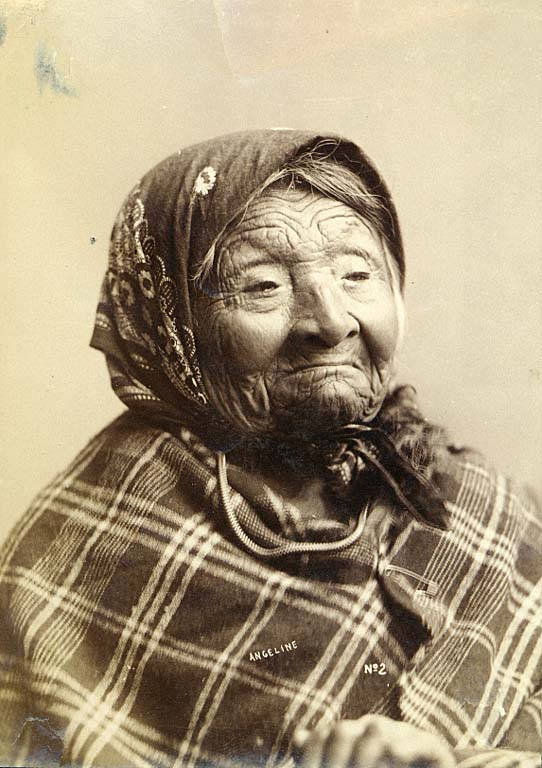
Анджеліна, дочка вождя Сіетла, бл. 1893 року

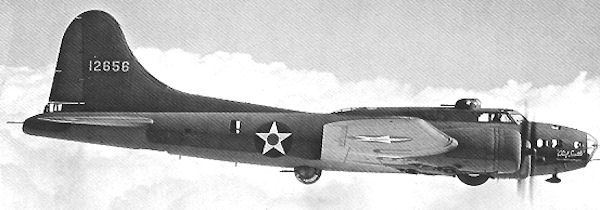
B-17 «Chief Seattle»

Сіетл народився між 1780 і 1786 роками в районі Чорної річки поблизу сучасного міста Кент, штат Вашингтон. Мати Сіетла Шолітса була з племені дуваміш, а його батько Швеабе був вождем племені сукваміш. Після смерті батька Сіетл став вождем сукваміш. Крім того, Сіетл успадкував посаду лідера племені дуваміш від свого дядька по матері.
У молодому віці Сіетл заслужив репутацію як вождь і воїн, перемагаючи групи грабіжників з інших племен, що піднімалися по Зеленій річці з передгір'я Каскадних гір. У 1847 році він організував атаку на плем'я чимакум біля Порт-Таунсенда, що фактично стало причиною зникнення чимакум.
Сіетл був високим чоловіком, його зріст сягав 1,8 м. Торговці дали йому прізвисько Ле Грос (Великий Хлопець). Він також був відомий як оратор — коли він проголошував промову до племені, його голос було чути на відстані 1,2 км . Як і багато його сучасників, він володів рабами, захопленими під час набігів.
Начальник Сіетла брав дружин із села Толалту на південний схід від Дуваміш-Гед на затоці Елліотт (нині частина Західного Сіетла). Його перша дружина Ла-Далія померла після народження дочки. У нього було троє синів і чотири дочки з другою дружиною Олахль. Найвідомішою з його дітей була його найстарша донька, Кікісоблу або принцеса Анджеліна. У 1848 році французькі місіонери охрестили Сіетла в римо-католицькій церкві, давши йому християнське ім'я Ной (Ноа).
Попри те, що Сіетл був могутнім воєначальником, він потупово здава позиції Патканіму, лідера племені сногоміш. Близько 1850 року сногоміши потіснили суквамішів з їхніх традиційних місць проживання. В цей час Сіетл познайомився з торговцем Девідом Мейнардом в селищі Олімпія. Мейнард був прихильником мирного співіснуання індіанців і білих поселенців. У них склалися дружні стосунки, корисні для обох. Саме Мейнард вмовив поселенців перейменувати поселення Дувампс у Сіетл.
Сіетл утримав своїх людей від битви у Сіетлі в 1856 році. Згодом він не хотів вести своє плем'я до встановленої резервації, оскільки змішування племен дуваміш та сногоміш призвело б до кровопролиття. Мейнард переконав уряд у необхідності дозволити племені Сіетла залишитися в рідних місцях. Сіетл часто відвідував місто, назване на його честь. У 1865 році його сфотографував Е. М. Самміс. Він помер 7 червня 1866 року в резервації Сукваміш в Порт-Медісон, штат Вашингтон.

## Вшанування
- Могила Сіетла знаходиться на племінному кладовищі суквамішів (Suquamish Tribal Cemetery).[14]
- У 1890 році група піонерів Сіетла на чолі з Артуром Армстронгом Денні встановила над його могилою пам'ятник з написом «Сіетл, вождь племен суквампшів та союзників, помер 7 червня 1866 року. Надійний друг білих, і для нього місто Сіетл було названо його засновниками». На звороті є напис «Хрещене ім'я, Ной Селт, вік, ймовірно, 80 років»[10] Місце було відреставровано в 1976 році (встановлено скульптуру) та знову в 2011 році.
- Плем'я сукваміш вшановує вождя Сіетла щороку в третій тиждень серпня на «Днях вождя Сіетла».
- Євангелічно-лютеранська церква в Америці вшановує Сіетла 7 червня у своєму Календарі святих. Літургійний колір дня — білий.
- На його честь названо місто Сіетл.
- Літаюча фортеця B-17E, SN № 41-2656 на ім'я Chief Seattle, так званий «презентаційний літак», фінансувалася за рахунок облігацій, придбаних громадянами Сіетла. 14 серпня 1942 року, вилетівши з 435-ї ескадри з Порт-Морсбі, літак розбився разом зіекіпажем із 10 чоловік .[15][16]